# Molippa latemedia
Molippa latemedia är en fjärilsart som beskrevs av Druce 1890. Molippa latemedia ingår i släktet Molippa och familjen påfågelsspinnare. Inga underarter finns listade i Catalogue of Life.